# Pterolophia pascoei
Pterolophia pascoei là một loài bọ cánh cứng trong họ Cerambycidae.